# Cyathea sumatrana
Cyathea sumatrana är en ormbunkeart som beskrevs av Bak. Cyathea sumatrana ingår i släktet Cyathea och familjen Cyatheaceae. Inga underarter finns listade.